# Rifamicin
Rifamicini su grupa antibiotika koje prirodno sintetiše bakterija Amycolatopsis mediterranei. Oni takođe mogu da budu sintetisati veštačkim putem. Rifimicini su potklasa familije Ansamycin. Oni su posebno efektivni protiv mikobakterija, i stoga se koriste za tretiranje tiberkoloza, lepre, i infekcija mycobacterium avium kompleksa (MAC).
Rifamicinska grupa obuhvata klasične rifamicinske lekove, kao i rifamicinske derivate: rifampicin (ili rifampin), rifabutin, rifapentin i rifalazil.

## Bakterija
je prvi put izolovana 1957. iz uzorka zemlje uzetog u blizini obalskog grada Sent-Rafael u južnoj Francuskoj. Ona je prvobitno nosila ima dvojice mikrobiologa koji su radili za italijansko farmaceutsko preduzeće Group Lepetit SpA u Milanu.
Bakterija je preimenovana 1969. u Nocardia mediterranei kad je utvrđeno da je njen ćelijski zid tipičan za Nocardia vrste. Zatim je 1986. bakterija ponovo preimenovana u Amycolatopsis mediterranei, kao prva vrsta novog roda, jer je otkriveno da njenom ćelijskom zidu nedostaje mikolinska kiselina i da ne može da bude inficirana Nocardia i Rhodococcus fagovima. Na osnovu 16S rRNK sekvence, Bala et al. su preimenovali vrstu 2004. godine u Amycolatopsis rifamycinica.

## Prvi lekovi
Rifamicini su prvi put izolovani 1957. iz fermentacione kulture Streptomyces mediterranei. Oko sedam rifamicina je otkriveno. Oni su nazvani Rifamicin A, B, C, D, E, S, i SV.
Od raznih rifamicina, Rifamicin B je prvi uveden u komercijalnu upotrebu. Ovaj lek je pomogao u savladavanju tuberkoloze rezistentne na lekove tokom 1960-tih.

## Literatura
- Sensi. et al., Farmaco Ed. Sci. (1959) 14, 146-147 - the paper announcing the discovery of the rifamycins.
- Thieman et al. Arch. Microbiol. (1969), 67 147-151 - the paper which renamed Streptomyces mediterranei as Nocardia mediterranei.
- Lechevalier et al., Int. J. Syst. Bacteriol. (1986), 36, 29) - the paper which renamed Nocardia mediterranei as Amycolatopsis mediterranei.
- Bala "et al." Int J Syst Evol Microbiol 54 (2004)1145-1149; DOI 10.1099/ijs.0.02901-0, Reclassification of "Amycolatopsis mediterranei" DSM 46095 as "Amycolatopsis rifamycinica" sp. nov. - the paper with the latest name change

## Spoljašnje veze
- Архивирано на веб-сајту  (25. септембар 2008)